# Calyptocarpus vialis
Calyptocarpus vialis је врста цветнице из породице тратинчица, Asteraceae. Уобичајени називи за ову биљку укључују тратинчицу, коњску биљку, цветницу и пепељугину пузавицу.

## Порекло
Пореклом је са југа Сједињених Америчких Држава, Мексика, Венецуеле и Кариба. Такође је има и у Аргентини, на Хавајима, Тајланду и Аустралији. Једна је од само три врсте из рода Calyptocarpus.

## Особине
Супротни листови су обично дуги 1-3 cm. Имају троугласто ланчасти облик. Ситни жути цветови украшавају ову јарко зелену биљку током целе године, а њихов нектар привлачи разне врсте лептира. Дужине њихових латица су у размаку од 2-5 mm. 
Ово је вишегодишња коровска врста биљке, која се може наћи на травњацима и дуж напуштених подручја, као што су путеви и стазе.